# 고려의 교육
고려의 교육은 고려 시대 동안 행해진 교육을 의미하며, 연대적으로는 918년부터 1392년까지이다.

## 시대적 특징

### 통치 원리로써 유교와 수신 사상인 불교
고려를 건국한 태조 왕건은 이전의 고대 국가를 운영하던 원리에서 탈피하여 중세 국가로서의 고려를 통치하기 위한 새로운 원리들을 채택하였으며, 그 중에서 가장 대표적인 것이 바로 ‘유교’였다. 태조는 특히 훈요 10조를 통하여 유교 경전과 역사서를 널리 학습하여 옛일을 교훈으로 삼아 반성하는 자세로 정치에 임할 것을 후대 왕들에게 당부하였다. 그런데 고려의 국교가 불교였음에도 불구하고 이것이 통치이념이 될 수 있었던 이유는 불교가 바로 수신을 위한 사상이었기 때문이다. 따라서 불교보다는 상하 간의 질서를 강조하고 있는 유교가 백성들을 다스리는 데 적합한 이념으로 생각되었던 것이다.
이처럼 통치이념으로서 유교가 채택되었다는 사실은 당시 교육과 관련하여 중요한 의미를 갖는다. 유교를 존수하는 군주였던 고려의 역대 왕들은 유교적 국가로서 손색이 없도록 문물제도의 정비에 노력을 기울였는데, 그 중에서도 교육제도의 완비를 국가의 최우선적 과제로 인식하였다.

### 과거 제도의 도입
또한 고려의 교육은 과거 제도와 유리되어서는 올바로 이해하기 어렵다. 광종 때 중국으로부터 도입된 과거 제도는 유교적 소양을 지닌 인재를 관리로 선발하고, 귀족들 간에 경쟁관계를 조성함으로써 이들의 세력을 약화시키기 위한 목적으로 실시되었다. 그런데 “학교에서 길러 과거를 통해 선발한다.”라는 교시가 시사하는 것처럼 고려의 교육제도는 과거제와 밀접한 관계에 있었다. 특히 당대의 과거제도는 교육제도의 뒷받침 없이는 원활하게 운영될 수 없었기 때문에 고려의 역대 왕들은 교육제도 확충을 위한 노력을 하였다.

### 지방 분권적 교육제도
한편 고려는 여러 호족 세력들을 기반으로 성립되었던 관계로 태조는 이들을 배려하지 않을 수 없었다. 이를 계기로 호족 세력들은 특권층으로 자리 잡아 갔고, 고려 왕들의 입장에서는 이들이 부담스런 존재일 수밖에 없었다. 따라서 이들 세력을 어떻게 회유하느냐 하는 것은 왕권 안정의 관건이었던 것이며, 고려의 지방 교육제도 성립은 이러한 호족들을 회유하고 통제하는데 주 목적이 있었다.

## 고려의 학교 교육

### 국자감
국자감은 고려의 대표적인 관학이자 당시 최고학부였다. 국자감의 설립 배경은 크게 두 가지로 여겨진다. 먼저, 유교 군주의 지상과제인 교화를 수행하기 위한 것이었다. 교화란 국민들을 유교적 이념에 따라 살아가도록 만드는 것으로서, 유교사회에서 학교는 교화의 근원으로 여겨짐에 따라 유교 국가에서 학교를 설립하여 운영하는 것은 당위였다. 다음으로는 학교가 과거 제도를 활성화하기 위한 수단이라는 당시 왕들의 생각 때문이었다. 과거 제도는 유능한 인재선발을 위한 것이었을 뿐만 아니라 왕권 안정을 위한 장치로 인식되었는데 만일 학교가 없었다면 학생들은 공부할 기회 자체가 없게 되어 과거 제도에 대해 무관심하게 될 것이고 이렇게 되면 과거 제도는 유지될 수 없게 되는 것이다. 이러한 이유로 인하여 고려의 왕들은 학교의 설립과 운영에 끊임 없이 관심을 갖지 않을 수 없었다.
국자감의 특징으로서는 먼저 묘학제(廟學制)가 있다. 국자감에는 공자를 위시한 유교 성현들을 제사 지내기 위한 장소인 문묘와 학생들에게 강의를 하기 위한 학당이 별도로 있었다는 것이다. 이는 문묘가 독립되어 있지 않고 학당 안에 부설되어 있었던 통일신라의 국학과는 다른 점이었다. 이런 문묘 종사와 학술기관의 융합 기능은 조선의 성균관으로 이어진다.
국자감은 ‘6학 4계급’으로 이루어져 있었다. 국자감은 6개의 학교와 4등급의 입학자격으로 이루어져 있다는 의미로, 그 자세한 사항은 아래와 같다.
- 국자학 : 문무관 3품 이상의 자손
- 태학 : 문무관 5품 이상의 자손
- 사문학 : 문무관 7품 이상의 자손
- 율학ㆍ서학ㆍ산학 : 문무관 8품 이하 아들과 서인[1]

위와 같이 국자감은 국자학, 태학, 사문학, 율학, 서학, 산학의 6개 학교로 이루어져 있었으며, 각 학교의 입학자격은 위와 같은 4단계로 위계화되어 있었다. 국자감의 정원은 300인이었지만, 율학ㆍ서학ㆍ산학의 입학 정원은 일정하지 아니하였다. 수업 연한은 유교 경전을 가르쳤던 국자학, 태학, 사문학은 9년, 기술교육을 담당했던 율학ㆍ서학ㆍ산학은 6년이었다.
국자감의 교육과정은 국자학, 태학, 사문학에서는 《논어》와 《효경》을 선수과목으로 이수하게 하였으며, 경서들을 3개 영역으로 나누고 각 영역에서 1개의 경전씩 학습하도록 하였다. 그 3개 영역은 아래와 같다.
- 《상서》, 《공양전》[2], 《곡량전》[3](각 경전 별로 2년 6개월에 걸쳐 이수)
- 《주역》, 《모시》[4], 《주례》, 《의례》(각 경전 별로 2년에 걸쳐 이수)
- 《예기》, 《좌전》(각 경전 별로 3년에 걸쳐 이수)

또한 국자감에서는 경전의 학습과 함께 정치적 식견을 진술하는 시무책을 익히게 하였으며, 여가가 있을 경우에는 글씨를 연습시키되 하루에 한 장씩 쓰게 하였고, 《국어》, 《설문》, 《자림(字林)》, 《삼창(三倉)》, 《이아》 등의 서적을 읽게 하였다. 한편, 기능교육분야의 경우엔 율학은 법령, 서학은 팔서, 산학은 산술을 교육하였다.
국자감의 교원은 박사와 조교로, 각 직급은 국자박사가 정7품, 태학박사가 종7품, 사문박사가 정8품, 율학박사가 정8품, 서학 및 산학박사가 종9품으로 대체로 낮은 편이었다. 조교의 직급은 분명하지 아니하며 다만 기록에 율학조교가 종9품으로 나타나 있을 뿐이다.
고려의 국자감은 대체로 당의 국자감과 유사하였다. 차이점이었다고 한다면 학생 인원 측면이 있을 것이나, 이는 당시 인구 차이를 감안한다면 당연한 것이었다고 볼 수 있다. 다음으로 입학자격을 비교해 보면 특히 두 나라의 사문학에서 차이를 보이는데, 당의 사문학은 서민들에게까지 개방되었던 것에 비해 고려는 문무관 7품이상의 지위를 가진 자의 후손에 한하여 입학을 허락하였다. 이는 고려 국자감이 당의 국자감에 비해서 폐쇄적이었음을 보여주는 것이다.
고려의 국자감 조직은 예종 4년(1109)에 국학에 7재(齋)가 설치되면서 변화하게 된다. ‘재’라는 것은 쉽게 말해서 반(班)과 같은 것으로서, 7재는 7개의 전공반을 의미하는 것이었다. 7재의 상세한 내용은 아래와 같다.
- 여택재 - 《주역》전공
- 대빙재 - 《상서》전공
- 경덕재 - 《모시》전공
- 구인재 - 《주례》전공
- 복응재 - 《대례》 또는 《예기》전공
- 양정재 - 《춘추》전공
- 강예재 - 무술 전공

여택재에서 양정재까지는 유학 전공반이었고, 강예재는 무술 전공반이었다. 즉, 이전의 기술학부가 없어지고, 무예학부가 생긴 것이다. 강예재와 같은 무술 전공 과정을 국가의 최고학부에 설치한 것은 한국 역사 상 고려의 국자감에서만 찾아볼 수 있는 독특한 모습으로 조선의 성균관이 오로지 유학부만이 존재했던 것과 차이가 있다.
한편, 예종 14년(1119)에는 장학재단인 양현고가 설치되었다. 그런데 충렬왕 때에 이르러 양현고의 재원이 고갈되자 안향이 관료들로부터 기금을 모금하여 섬학전을 양현고에 설립하였다. 이 섬학전은 양현고의 재원이 고갈되지 않도록 하기 위해 대부를 해주고 받는 금리수입으로써 학생의 후생경비를 확보하였다.
고려시대의 국자감의 강화는 왕권 강화와도 맞물려 있었을 뿐만 아니라 국격의 상징이기도 하였다. 따라서 고려의 여러 왕들은 국정 쇄신을 위한 노력 중에서 국자감의 정비를 중요한 과제로 여겼다.

## 발전 과정
고려의 교육제도는 태조가 후삼국을 통일한 후 무력적 통치에서가 아니라 문치주의에 입각한 유교정치이념을 표방하면서 호족(豪族)과 백성을 회유·통제하려 하면서 시작·본격화되었다.

## 평가
고려시대의 교육을 다음과 같이 요약할 수 있다. 첫째, 고려의 교육제도는 유교정치의 일환으로 중앙집권화 과정에서 확립되었다. 특히 과거제도의 발달로 교육의 기능은 그 준비기관으로서 역할을 다하였고, 불교의 발달에 따라 사원 역시 민간교육에 큰 기여를 하였다.
둘째, 관·사학으로 나뉜 것으로 볼 때, 고려의 교육제도는 관학이 위주였으며, 특히 국자감이 교육기관의 최고장소였다. 여기는 잡학까지 포함되어 있었고, 입학자격이 계급별로 달랐으므로 귀족위주의 계급교육이었다. 특히 교육재단·교육시설 등이 구비되었고, 예종·충렬왕 때에 각각 커다란 혁신과 발전이 있었다. 셋째, 고려말에 이르러 주자학의 도입으로 본격화된 교육제도는 관리양성소의 기능은 물론, 전문교육기관이라는 학문 연구소로서의 기능을 다하였다. 그러므로 여말의 성균관은 조선의 성균관으로 발전되어 전근대교육의 중추적 기관이 되었다.

## 같이 보기
- 한국의 교육
- 노걸대